# Karacalar
Karacalar is een dorp gelegen ten zuidoosten van de stad Emirdağ in de Turkse provincie Afyonkarahisar.
Het dorp is een van de grootste van het district Emirdağ.

## Geschiedenis en ligging
Het dorp bestaat 200 jaar. De eerste inwoners waren nomaden die uiteindelijk zich vestigden in het hedendaagse dorp. Karacalar ligt ongeveer een 10 kilometer van de stad Emirdağ die zelf zo'n 70 kilometer van de provinciehoofdstad ligt. Een deel van de bevolking komt uit het Kaukasische regio Dağlıq Qarabağ (Gebergte van Karabach) in Azerbeidzjan. Vooral van de regio's rond de provincie Ağdam. Zij waren in begin 20ste eeuw gevlucht door oorlogen tussen Rusland en het Ottomaanse rijk waardoor veel Azerbeidzjanen richting Anatolië kwamen met voorname Afyonkarahisar (Emirdağ - Bayat - Iscehisar) en Eskişehir (Cifteler - Sivrihisar - Han - Günyüzü). Het woord Karacalar komt van het Azerbeidzjaans-Turkse woord Qara Çalar dat Zwarte Schaduw (schijn of schim) betekent. Dit omdat er plaatsen in het dorp zijn waar het altijd donker en schaduw is door de omliggende bergen. Ook naar aanleiding van de populatie die vanuit Qarabağ naar de regio gevlucht is waar men aan de mensen kan zien dat ze donkerdere uiterlijke eigenschappen hebben, dan de plaatselijke bevolking.

## Demografische gegevens
Het dorp telt ongeveer 250 inwoners en huisvest in de zomerperiode een aantal duizenden personen die er op vakantie of familiebezoek komen. Het betreft hier veel emigranten die in België in Brussel en Gent wonen. Elders zijn er ook mensen van Karacalar die voornamelijk wonen in Nederland, Frankrijk, Denemarken en Duitsland.
De meeste inwoners van het dorp zijn werkzaam in de landbouw en doen aan veeteelt. Zo verkopen zij melk, wol, fruit aan bedrijven die zich gevestigd hebben in Emirdag of ze verkopen het zelf op de marktplaats van Emirdag.

## Religie
Het dorp volgt een soennitische stroming van de Islam maar er is ook een aanzienlijk aantal Alevi gelovigen. In het dorp zijn er een 7-tal moskeeën inclusief een klein gebedsruimte gemaakt langs het park. En er is 1 begraafplaats met een heilige bedevaartsoord (Türbe)waar er heiligen begraven liggen volgens de Alevitische stroming. Ook heeft het dorp een eigen geloofsgemeenschap waartoe bijna iedereen die van het dorp komt lid van is, de vereniging zorgt voor het overlijdens diensten die de mensen die in Europa leven makkelijk maakt, zoals transport, gebedsdienst,... . Zo betalen jaarlijks velen een som om later in het dorp begraven te mogen worden en een eigen plaats te mogen hebben.

## Cultuur
In de zomer worden er festivals georganiseerd waar de bevolking stress kwijt kan. Deze gaan meestal door in het onlangs nieuw aangelegd park aan het zuiden van het dorp. Onlangs is er ook een voetbalterrein aangelegd voor de jeugd, die dan in de zomer kunnen genieten van het weer en sport. Het cultuur van Qarabağ is na de helft van de 20ste eeuw beginnen te vervagen maar houd nog steeds stand in het manier van spreken van de mensen. Zo zijn er verschillende soorten woorden die van het Azerbeidzjaans komen. Ook in het manier van kleden is er nog een klein groep van mensen die het traditioneel kledingstijl in stand houd. Dit zijn dan meestal de oudere mensen.

## Klimaat
Het dorp ligt in de Egeïsche klimaatzone maar heeft een droog landelijk klimaat met weinig neerslag. In het hoogseizoen zijn er extreme temperatuurverschillen. Zo heeft men in de winter periode hevige sneeuwval en in de zomer is er dan een droge warme klimaat met zomertemperaturen die wel tot 38° tot 40°C kunnen bereiken.